# Rhizoprionodon acutus
El tiburón lechoso (Rhizoprionodon acutus) es una especie de tiburón de la familia Carcharhinidae.
Alcanza medidas de 1,1 m de largo, y se puede encontrar en aguas costeras tropicales del Atlántico oriental y el Indo-Pacífico. 
Se encuentran desde la superficie hasta una profundidad de 200 m, esta especie es común cerca de playas y estuarios, y se han registrado hasta en los ríos de Camboya.  
El tiburón lechoso  tiene un cuerpo delgado con un largo y puntiagudo hocico, ojos grandes, y un anodino gris por encima y blanco por debajo. Este tiburón se distingue de especies similares en su área de distribución por los largos surcos en las comisuras de su boca, y de 7-15 poros justo por encima de ellos.

## Distribución yhábitat
El tiburón lechoso es la especie de Rhizoprionodon más distribuida (con mayor número). En el Atlántico oriental, se encuentra desde Mauritania hasta Angola, así como de Madeira y en el golfo de Taranto al sur de Italia. En el océano Índico, desde el sur de África y Madagascar hacia el norte hasta la Península arábiga, y hacia el este al sur y sudeste de Asia.